# Rhizoscyphus monotropae
Rhizoscyphus monotropae är en svampart som först beskrevs av Kernan & Finocchio, och fick sitt nu gällande namn av W.Y. Zhuang 2004. Rhizoscyphus monotropae ingår i släktet Rhizoscyphus och familjen Helotiaceae.   Inga underarter finns listade i Catalogue of Life.